# KM VT 627
De VT 627 is een diesel hydraulische treinstel voor het regionaal personenvervoer van de Koleje Mazowieckie (KM).

## Geschiedenis
Het treinstel werd in de jaren 1970 ontworpen door Bundesbahn-Zentralamt München samen met Waggonfabrik Uerdingen en MaK ter vervanging van de 795 en 798 ook wel Uerdinger Schienenbus genoemd. Uit deze ontwikkeling is ook een motorwagen met twee stuurstanden als Baureihe 627 ontstaan. Tot seriebouw van dit treintype is het niet gekomen.
Op 1 januari 2005 begon Koleje Mazowieckie (KM) met regionaal personenvervoer rond de hoofdstad Warschau. Voor de niet-geëlektrificeerde trajecten werden 7 treinen van het type 627 van de Deutsche Bahn (DB) overgenomen.

### 627.0
Van deze treinen werden er 5 gebouwd door Maschinenbau Kiel (MaK), werk Kiel en 3 door Linke-Hofmann-Busch (LHB), werk Salzgitter.
In 1984-1985 werden de Scharfenbergkoppelingen door buffers met schroefkoppelingen vervangen.

### 627.1
Deze 5 treinen werden gebouwd door Maschinenbau Kiel (MaK), werk Kiel.

## Constructie en techniek
Deze trein is opgebouwd uit een stalen frame van geprofileerde platen. De draaistellen zijn vervaardigd door Wegmann. De wielen hebben een kleinere diameter dan gebruikelijk. De treinen zijn uitgerust met schoefkoppelingen. Deze treinen kunnen tot zes eenheden gecombineerd rijden. De treinstellen zijn uitgerust met luchtvering.

## Treindiensten
De treinen werden sinds 1 juni 2005 door de Koleje Mazowieckie (KM) ingezet op het traject:
- Nasielsk – Płońsk – Raciąż – Sierpc

## Foto's

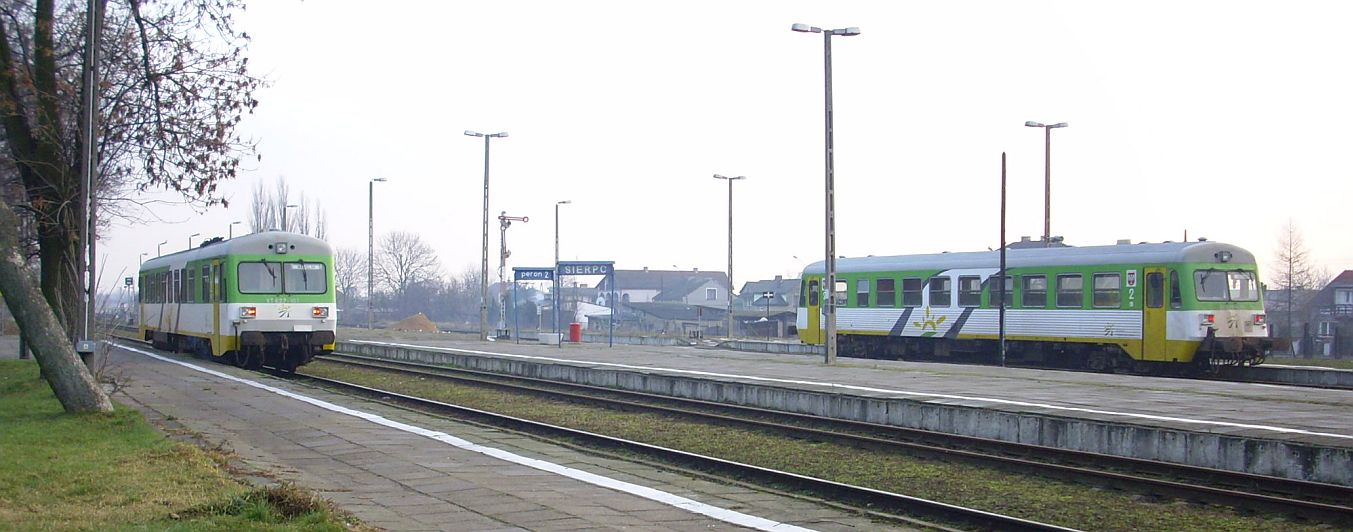
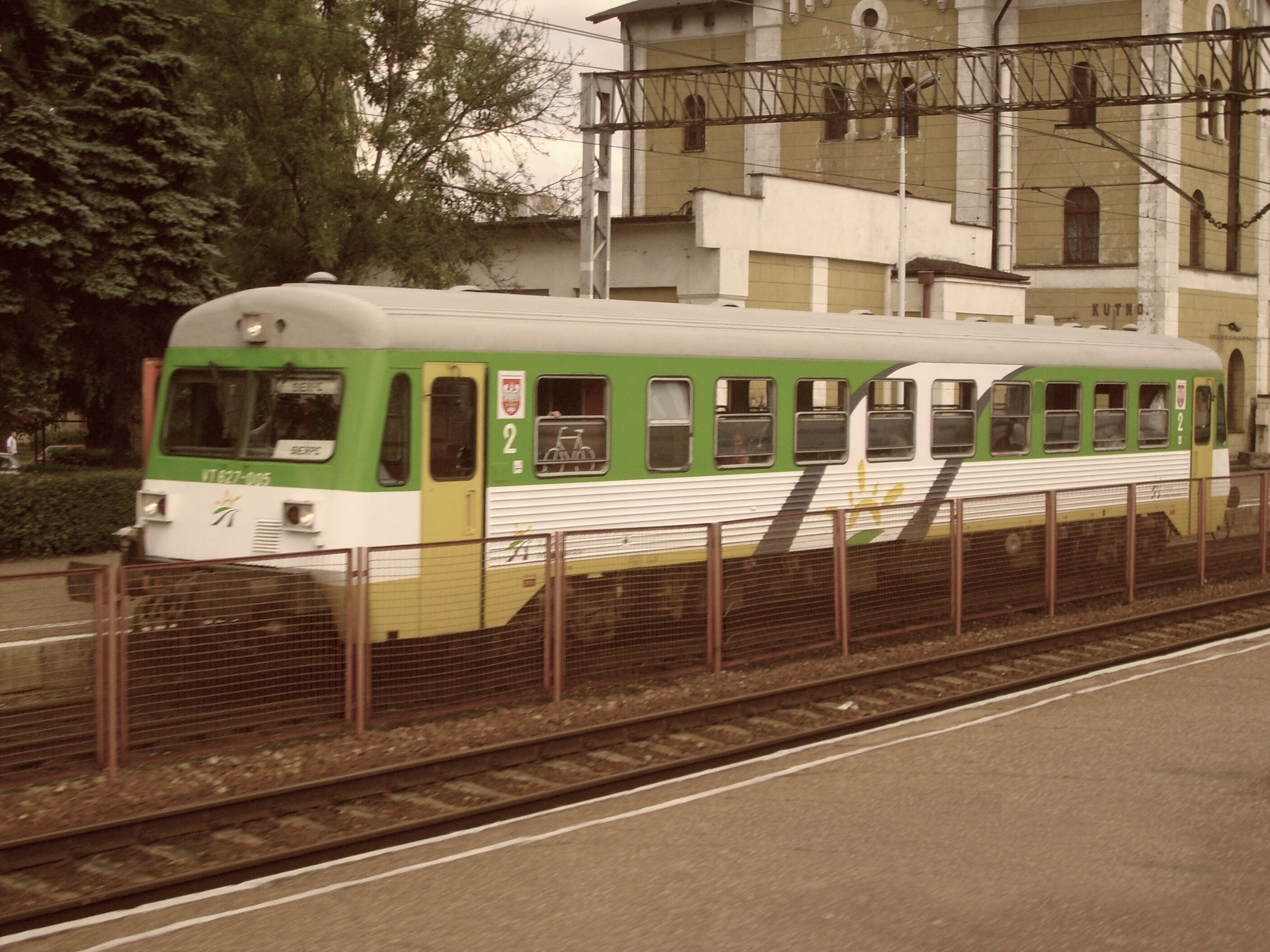
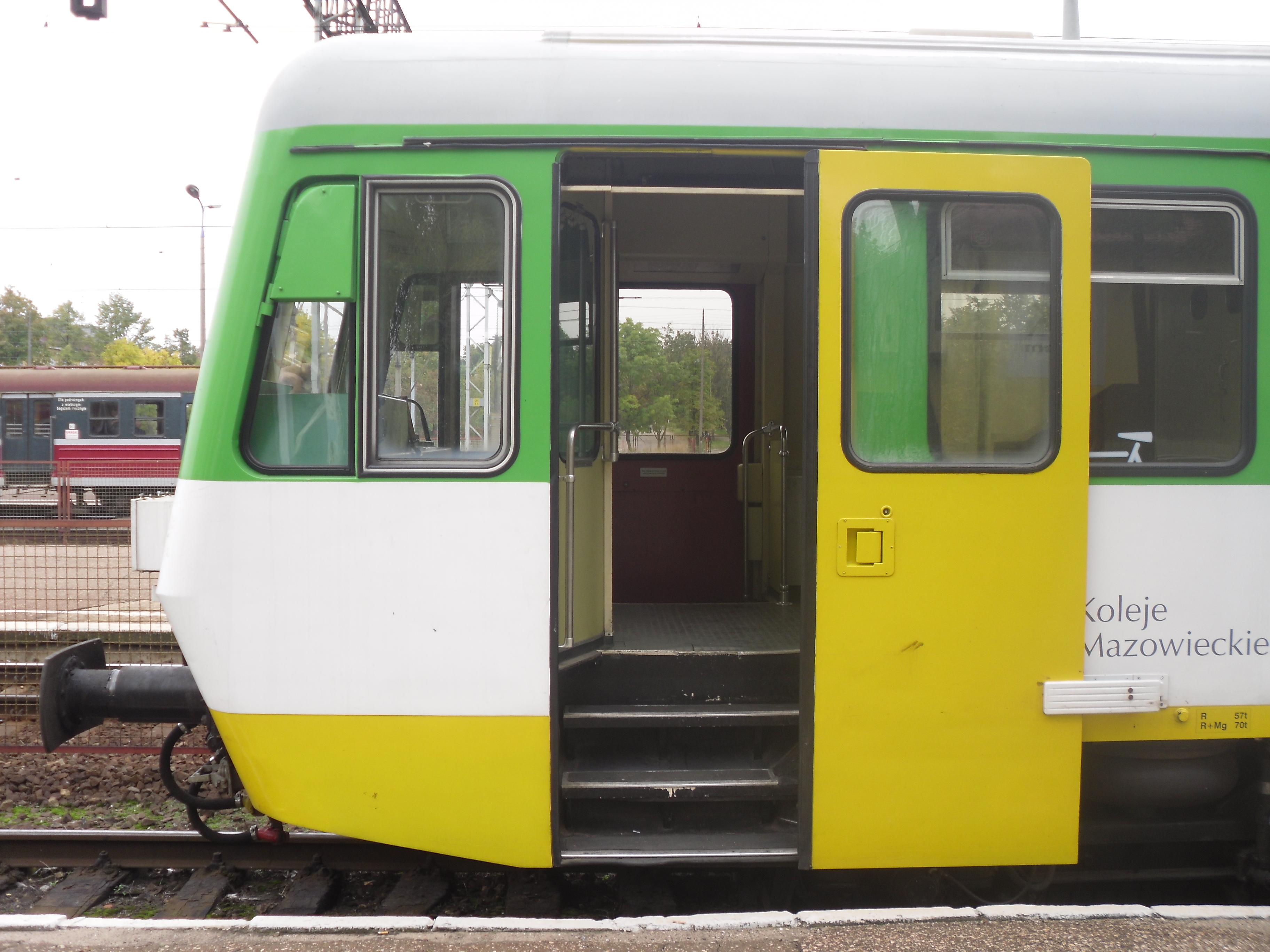